# Yeidckol Polevnsky

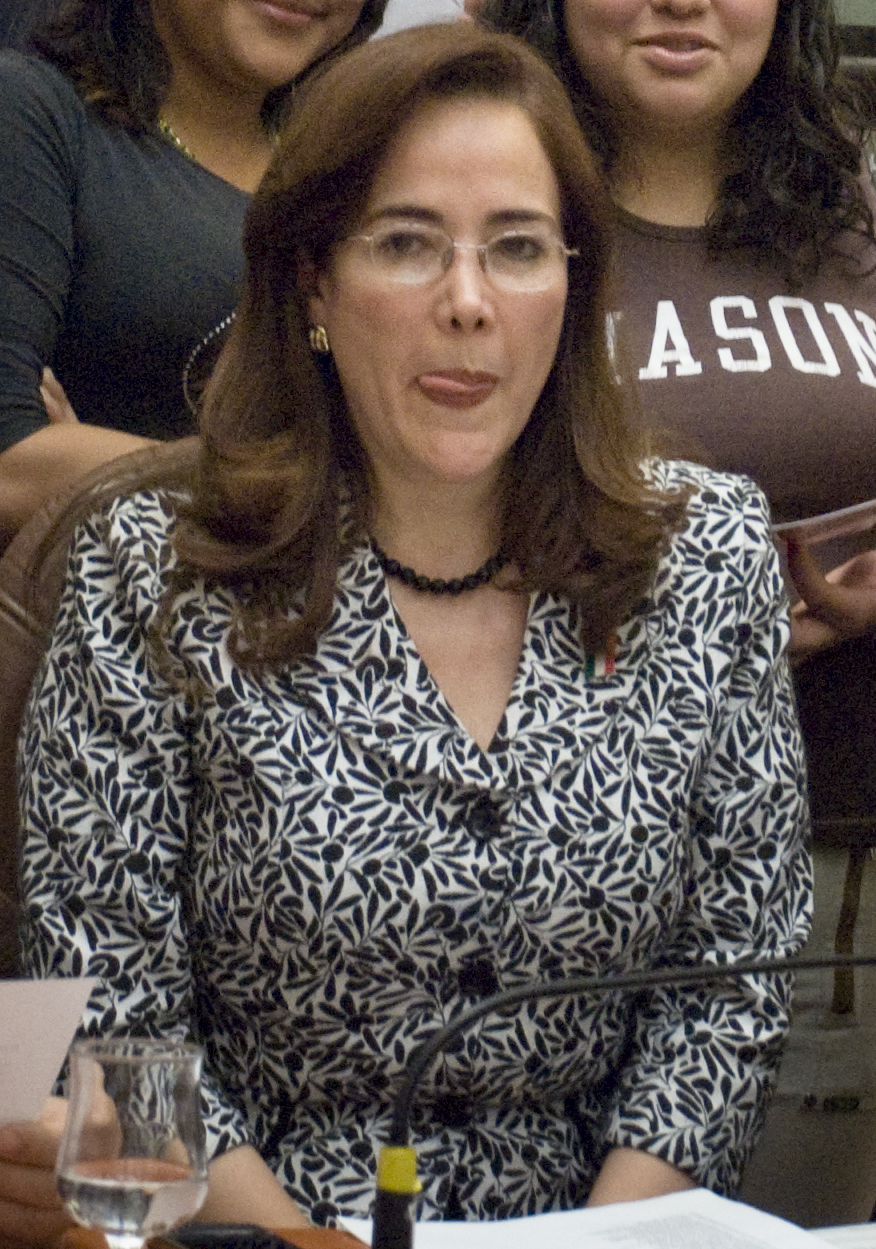
Yeidckol Polevnsky

Yeidckol Polevnsky Gurwitz  (Mexico-Stad, 28 januari 1958) is een Mexicaans politica en zakenvrouw. Ze was partijleider van Morena tussen 2017 en 2020 en werd verkozen voor die partij tot senator voor de periode 2024-2030. Ze was voordien lid van de Partij van de Democratische Revolutie (PRD).

## Biografie
Over haar achtergrond is weinig met zekerheid bekend. Zelf zei ze dat haar naam van Poolse afkomst is en dat haar ouders Poolse Joden waren die de Holocaust overleeft hebben. De waarheid van dit verhaal is hoogst twijfelachtig en waarschijnlijk heeft ze de naam Yeidckol Polevnsky zelf verzonnen. Er zijn meer dan tien verschillende geboortecertificaten van haar gevonden. Naar eigen zeggen is dat omdat haar moeder haar naam regelmatig veranderde om haar te beschermen tegen haar vader. Verder is duidelijk dat ze op zeer jonge leeftijd twee kinderen heeft gekregen.
Tijdens haar campagne voor de gouverneursverkiezingen van de staat Mexico werd haar echte identiteit ontdekt. Haar werkelijke naam is Citlalli Alejandra Ibáñez Camacho en ze is de dochter van een onwettige kleindochter van Maximino Ávila Camacho, een politicus uit de jaren 30 en 40 die berucht was als vrouwenversierder. Hoewel het van naam veranderen in Mexico relatief eenvoudig is, is het verboden om onder een valse naam deel te nemen aan verkiezingen. Er werden echter geen gerechtelijke stappen ondernomen. Hoewel veel Mexicanen sympathiek tegenover haar stonden, wist ze niet genoeg steun te verkrijgen. Haar campagne leunde zwaar op de populaire burgemeester van Mexico-Stad, Andrés Manuel López Obrador. De opmerking van een van haar campagneleiders dat ze werd lastiggevallen door ufo's deed haar campagne weinig goeds. Ze behaalde uiteindelijk 24,2% van de stemmen, beduidend minder dan de winnaar Enrique Peña Nieto.
In 2006 werd ze voor de PRD gekozen tot senator.